# Дермастия, Марьян
Мариян Дермастия (словен. Marijan Dermastia), известен среди партизан как Урбан Великоня (словен. Urban Velikonja; 23 июля 1911, Любляна — 20 декабря 1971, там же) — югославский словенский военный и политик, полковник Югославской народной армии, участник Народно-освободительной войны Югославии и мэр Любляны с 1954 по 1960 годы.

## Биография
Родился 23 июля 1911 года в Любляне. Окончил в 1934 году юридический факультет Люблянского университета (в 1936 году получил звание доктора юридических наук). Член Коммунистической партии Югославии с 1930 года.
На фронтах Народно-освободительной войны с 1941 года. Член Военного комитета Камника с мая 1941 года и командир Камникского партизанского батальона. С 1941 по 1942 годы работал в Службе разведки и безопасности НОАЮ. Командовал Доленьским партизанским отрядом, 5-й группой отрядов, 1-й и 5-й словенскими бригадами. Начальник отделения связи при штабе 7-го словенского армейского корпуса и член штаба Корпуса народной обороны Югославии. В 1946 году вышел в отставку в звании полковника.
После войны работал директором государственного страхового агентства в Белграде, руководил Народным банком СФРЮ, занимал пост помощника министра финансов и генерального директора Народного банка СР Словении, а также занимал ряд должностей в Югославских железных дорогах. С 1954 по 1960 годы мэр Любляны.